# توریسلو
توریسلو (به لاتین: Türisalu) یک روستا در استونی است که در دهستان هارکو واقع شده‌است.

## خصوصیات
توریسلو ۴۹۹ نفر جمعیت دارد.